# Corky Gonzales
Rodolfo "Corky" Gonzales (Denver, 18 juni 1928 - aldaar, 12 april 2005) was een Mexicaans-Amerikaans (chicano) bokser, dichter en activist.
Gonzales raakte eerst in de politiek betrokken om zich te verzetten tegen de slechte positie waarin veel Mexicaans-Amerikanen zich bevonden. Hij sloot zich in de jaren 50 aan bij de Democratische Partij. Hij was leider van een lokale afdeling en supporter van John F. Kennedy maar verliet korte tijd later de partij en verweet de democraten alleen maar stemmen van Hispanics te willen halen zonder bereid te zijn echt iets aan hun situatie te verbeteren. Ook was hij een uitgesproken tegenstander van de Vietnamoorlog en werd actief in de burgerrechtenbeweging van Martin Luther King.
Gaandeweg hadden Gonzales' activiteiten nog maar weinig tot doel de directe leefomstandigheden van Mexicaans-Amerikanen te verbeteren, en ging hij zich meer bezighouden met de Mexicaans-Amerikaanse identiteit. In 1967 zette hij de Chicanobeweging in gang. Hij organiseerde in 1969 de eerste Chicano-jeugdconferentie en publiceerde het gedicht Yo Soy Joaquín en ook het Plan van Aztlán is grotendeels van zijn hand. Volgens Gonzalez zijn Mexicaans-Amerikanen noch Spaans, noch indiaans, noch Mexicaans, noch Amerikaans maar behoren zij tot het 'kosmische ras', een combinatie van alle rassen. Gonzales was voor deze zienswijze geïnspireerd door de Mexicaanse filosoof José Vasconcelos. Gonzales meende dat Aztlan, het mythische thuisland van de Azteken, oorspronkelijk in het zuidwesten van de Verenigde Staten had gelegen, en dat Mexicanen op grond daarvan het recht hadden in de Verenigde Staten te leveren.
Nadat in 1973 na een actie een schietpartij ontstond waarbij een persoon het leven liet en zeventien anderen gewond raakte besloot Gonzales zijn politieke activiteiten te staken. In 2005 werd bij hem een leveraandoening geconstateerd. Gonzales weigerde een behandeling en overleed enkele maanden later.
- Gemeinsame Normdatei: 132454793
- International Standard Name Identifier: 0000 0000 2606 0635
- Library of Congress Control Number: n81108034
- MusicBrainz: c84f2d6d-8532-4bc7-8928-22e1550193dd
- Nationale Bibliotheek van Israël: 987007330155305171
- SNAC: w6sj3hwg
- Système universitaire de documentation: 085770868
- Virtual International Authority File: 8547524
- WorldCat: E39PBJmP6BPtmqrxRb34pj8Bfq